# Micro-région de Karcag
La micro-région de Karcag (en hongrois : karcagi kistérség) est une micro-région statistique hongroise rassemblant plusieurs localités autour de Karcag.